# Kaió Micsiru
Kaió Micsiru (海王 みちる; Hepburn: Michiru Kaiō), más néven Sailor Neptune (セーラーネプチューン; Szérá Nepucsún, ’magyar változatban Neptuntündér, illetve Myléne’) egy kitalált szereplő Takeucsi Naoko Sailor Moon című manga- és animesorozatában. A harmadik történetben lép színre Harukával, azaz Sailor Uranusszal karöltve, hogy megvédjék a Naprendszert a külső betolakodóktól. Mind a mangában, mind az animében kifinomult és művelt lány, aki azonban néha hűvös és fellengzős stílusú. Életét maximálisan a küldetésnek rendeli alá.

## A szereplő
Karakterét a harmadik történet során mutatták be, noha az anime 89. részében már felbukkan a sziluettje. Természete szerint nyugodt, szinte hidegvérű, akár hűvösnek is mondható, szinte kivétel nélkül udvarias. Személyisége megegyezik az animében és a mangában: kifinomult, már-már finnyás és nagyon elegáns ifjú hölgy, aki hirtelen váltással képes heves dühbe jönni. Nagyszerűen hegedül és úszik, az animében pedig fest is. Uszagi szerint éppen úgy viselkedik, mint egy igazi hercegnő.
Amikor először találkozunk vele, Harukával épp a Mugen Gakuen (Infinity Akadémia, Szupertehetségek iskolája) tanulója, majd az iskola pusztulása után Uszagiék iskolájába jár. Egy történetből (a negyedikből) azonban részben vagy egészben kimaradnak, hollétük kérdéses. Valószínűleg egy másik japán városban élnek egy szállodában, de a musicalek alapján Micsiru külföldön is tanult ekkor.
Micsiru és Haruka között egy rendkívül finoman ábrázolt leszbikus kapcsolat figyelhető meg. Az anime külföldi szinkronos változataiban ezt igyekeztek tompítani (az amerikai verzióban unokatestvérek lettek, a francia-magyarban pedig Haruka (Frederique) civil identitása "változott" férfivá). Az animében egy röpke alkalomra még Széja Kóval, a Sailor Starlights egyik tagjával is flörtölt, pusztán azért, hogy megérezze a szándékait a Földdel kapcsolatban. A mangában pedig úgy tűnik, mintha Csiba Mamoruval is románcba bonyolódna, noha ez egyáltalán nem igaz.
A harcosok közül Micsiru vonzódik legjobban a művészetekhez. Legjobban a hegedülés megy neki, s az az álma, hogy híres hegedűművész lesz. Az iskolában a zenekar és az úszócsapat tagja. Kedvenc étele a szasimi, a kikurage gombát viszont ki nem állhatja. Tisztázatlan okokból utálja a tengeri uborkát is. Kedvenc színe a tengerkék.

## Megjelenési formák

### Sailor Neptune
Harcosként Sailor Neptune kékeszöld-fehér színű egyenruhát visel. Kesztyűje szokatlan módon az alkarja közepéig ér. Az egyenruha közepén a masniban egy ékszert visel. Titulusa a „Mélytengerek harcosa”. Személyisége nem sokban különbözik civil énjétől, de bizonyos képességeket csak átváltozva tud előhívni. Legismertebb civil képessége a megérzés, mellyel képes távolról is érzékelni, ha valakit megtámadnak.
Sailor Neptune támadásai víz alapúak, pontosabban óceán-alapúak. Ő birtokolja a második talizmánt, amely egy tükör, mely megmutatja a valóságot. Karaktere erősödik a történet során, a mangában kétszer, míg az animében egyszer kap új erőt és képességeket.

### Neptun hercegnő
Az Ezüst Millennium alatt Salior Neptune a többiekhez hasonlóan hercegnő volt a saját bolygóján, a Triton kastélyban, hosszan aláomló tengerzöld ruhát hordva. Mint külső holdharcos a feladata, hogy védelmezze a naprendszert a külső támadások ellen. Az eredeti manga 41. részében jelenik meg. Hogy mikortól van romantikus viszonyban Uranusszal, nem ismert.

## Képességei és készségei
Civil formájában prekognitív képességekkel rendelkezik, amivel megérzi a veszélyt (erre ködös utalásokat is tesz, például, hogy "háborog a tenger"). Ezen kívül átváltozás nélkül semmi másra nem képes. Átváltozása egy "varázstoll" segítségével történik, hasonlóan Sailor Uranushoz, ő is egy kört von maga köré, méghozzá tengervízből. Az animében képességfejlődése után többé nem mutatják átváltozását.
Képességei Neptun római istentől eredeztethetők, aki a tenger istene. És bár Sailor Mercuryhoz hasonlóan víz alapúak a támadásai, ezek mégsem defenzív jellegűek - erejük ugyanis a tengerek mélyéről jön. Háromféle támadása ismeretes: a legelső, amelyet a harmadik történetben láthatunk, a „Deep Submerge”. Később talizmánját, a „Deep Aqua Mirror”-t is képes fegyverként használni - az animében azonban előbb rá kell jönnie, hogy a keresett talizmán valójában az ő tiszta szívében van. Ezzel folytatott támadása a „Submarine Reflection”. Az animében a tükör képes illúziókat kelteni, a mangában pedig megmutatja mások helyzetét is.
Micsiru rendelkezik egy több millió dollárt érő Stradivarius hegedűvel is, amit "Tengeri Katedrálisnak" hívnak. Később ezt a hegedűt is fel tudja használni fegyverként, ez a támadás a „Submarine Violin Tride”, mely csak a mangában látható. Ugyancsak a mangában szerepel ennek a gonosz változata is, ahol a feltámasztott és agymosott Sailor Neptune „Galactica Violin Tride”-dal támad Sailor Moon-ra.

## Karaktere
Sailor Neptune már azután került bemutatásra, hogy a belső holdharcosokat a történet során már alaposan kidolgozták. gyakorlatilag elválaszthatatlan párost alkot Sailor Uranusszal, habár személyisége az övének ellentéte. Külseje utal a képességeire is, haja jellegzetes formájú és színű, némiképp emlékeztetve a tengeri algára. Öltözködése során rendkívül kifinomult és nőies ruhadarabokat szokott felvenni, ami szintén kontrasztban áll Haruka szokásaival.
Micsiru vezetéknevét kandzsival írja, a tenger (海, kai) és a király (王, ó) jelével. Együtt leírva a Neptunusz bolygó japán nevét, a Kaiószeit (海王星) is kiadják. Keresztnevét hiraganákkal írja le (みちる).

## Megformálói
Eredeti japán hangja a veterán szinkronszínész Kacuki Maszako. A külföldi változatok közül említésre méltó az amerikai, ahol Barbara Radecki volt a hangja a Michelle névre átkeresztelt szereplőnek. Magyarországon az első pár részt leszámítva Simon Eszter szinkronizálta (eleinte ugyanis még "kísérleteztek" a hangokkal, és volt pár rész, amikor az egyébként Sailor Uranus hangját adó Simonyi Piroskával felcserélték a szerepet).
A musicalek során nyolc színész alakította figuráját: Szakamoto Kaoru, Tomita Csikage, Fudzsi Mijuki, Tahara Hiroko, Simada Szara, Aszami Júka, Inami Tomoko, és Ójama Takajo. Közülük Aszami Júka játszotta a legtovább a szerepet, méghozzá úgy, hogy eleinte egyáltalán nem is ismerte a Sailor Moon-t. A karakter az élőszereplős sorozatban nem jelent meg.